# Doroșcani
Doroșcani – wieś w Rumunii, w okręgu Jassy, w gminie Popești. W 2011 roku liczyła 642 mieszkańców.